# D-Lieferwagen L 7
Der D-Lieferwagen L 7 war ein Kleintransporter der  Deutschen Industriewerke AG, der in Berlin-Spandau von 1927 bis 1930 gebaut wurde. Der dreirädrige Lieferwagen entsprach dem seinerzeitigen Bedarf an preiswerten Fahrzeugen für Klein- und Eiltransporte in den Städten.

## Geschichte
Der Markterfolg der Dreiradwagen Phänomobil und Cyclonette veranlasste auch den Motorradhersteller Deutsche Industriewerke einen kleinen Transporter als preiswerte Alternative zum Automobil zu entwickeln: 1927 wurde der D-Lieferwagen Type L-7 vorgestellt. Das als Pritschen- und Kastenwagen angebotene Fahrzeug vermochte die Nutzlast einer halben Tonne zu befördern. Auch eine Version als fahrbarer Marktstand wurde angeboten. Die Motortechnik wurde vom D-Rad übernommen.
Zu einem Preis von 1790 Reichsmark war der Kleintransporter für viele Handwerksbetriebe und kleine Gewerbetreibende erschwinglich.
Ende der 20er-Jahre  sah sich das Unternehmen zunehmender Konkurrenz ausgesetzt, da immer mehr Hersteller Lastendreiräder auf den Markt brachten; so die Unternehmen Zündapp, Monos, Manderbach, Rollfix-Eilwagen und Goliath;  1928 erschienen die erfolgreichen ersten Tempo-Dreiräder. Daher wurde 1930 der Bau des L 7 eingestellt.

## Technische Daten
Der Lieferwagen L 7 hatte vorne zwei Räder, zwischen denen der Ladekasten angebracht war. Der Antrieb erfolgte auf das Hinterrad. Auf Wunsch wurde ein Soziussitz hinter dem Fahrersitz montiert; ungewöhnlich war ein Automobil-Lenkrad statt des für frühe Fahrzeuge dieser Art üblichen Motorrad-Lenkerbügels.
|                        | D-Lieferwagen L 7                           |
| ---------------------- | ------------------------------------------- |
| Motor:                 | 1-Zylinder-Viertaktmotor (Otto)             |
| Hubraum:               | 493 cm³                                     |
| Leistung:              | 10 PS (7,4 kW) bei 4200/min                 |
| Getriebe:              | Dreigang, Kickstarter                       |
| Rahmen:                | gepresstes Stahlblech (U-Profil), vernietet |
| Bereifung:             | Ballonreifen 27″ x 3,85″                    |
| Leergewicht:           | je nach Aufbau 320–346 kg                   |
| Nutzmasse:             | 500 kg                                      |
| zul. Gesamtmasse:      | 850 kg                                      |
| Höchstgeschwindigkeit: | 50 km/h                                     |
| Kraftstoffverbrauch:   | 6 Liter/100 km                              |
| Ölverbrauch:           | 0,5 Liter/100 km                            |
| Kraftstofftank:        | 12 Liter                                    |

## Zubehör
Als Zubehör wurde eine Windschutzscheibe sowie ein Verdeck über Führer- und Soziussitz angeboten. Darüber hinaus war eine Ballhupe von Hella für sieben RM erhältlich.